# Bang Shitty Bang Bang
Bang Shitty Bang Bang er en kortfilm instrueret af Manuel Dixen efter manuskript af Manuel Dixen og Max Patrick Thuesen.